# Brejão
Brejão is een gemeente in de Braziliaanse deelstaat Pernambuco. De gemeente telt 9.780 inwoners (schatting 2009).
De gemeente grenst aan Garanhuns, Lagoa do Ouro en Terezinha.